# 유호항
유호항은 경상남도 거제시 장목면 유호리에 있는 어항이다. 1972년 2월 23일 지방어항으로 지정하여 관리하고 있다. 시설관리자는 거제시장이다.

## 어항 시설
- 방파제 347m, 물양장 354m

## 주요 어종
- 멸치, 숭어, 멍게, 해삼